# Duality
Duality är en låt och en singel av det amerikanska nu metal-bandet Slipknot. Singeln, som är den första från skivan Vol. 3: (The Subliminal Verses), släpptes den 4 maj 2004.

## Musikvideo
Musikvideon till Duality, som regisserades av Mark Klasfeld och Tony Petrossian, kostade mellan 300.000 och 500.000 dollar och spelades in den 27 mars 2004. Den spelades in i ett fans hus i West Des Moines, Iowa.
Videon finns även på DVD:n Voliminal: Inside The Nine, som släpptes 2006.
Videon föreställer en stor skara fans som rusar in i ett hus där bandet spelar låten.

## Låtlista
Samtliga sånger är skrivna av Slipknot.
CD
1. "Duality (Single Version)" – 3:35
2. "Don't Get Close" – 3:47
3. "Disasterpiece" (live) – 5:25

7" Singel
1. "Duality (Single Version)" – 3:33
2. "Don't Get Close" – 3:45